# مارک فلت: مردی که کاخ سفید را به خاک سیاه نشاند
مارک فلت: مردی که کاخ سفید را به خاک سیاه نشاند (انگلیسی: Mark Felt: The Man Who Brought Down the White House) فیلمی آمریکایی در مورد جاسوسی به کارگردانی و نویسندگی پیتر لندسمن است. داستان فیلم واقعی و در مورد یک مامور  اف بی آی به نام مارک فلت است. داستان فیلم حول محور ماجرای رسوایی واترگیت است.

## بازیگران
| نام               | نقش          | یاداشت              |
| ----------------- | ------------ | ------------------- |
| لیام نیسون        | مارک فلت     |                     |
| دایان لین         | آدری فلت     |                     |
| تونی گلدوین       | اد میلر      |                     |
| مایکا مونرو       | جوآن فلت     |                     |
| کیت والش          | پت میلر      |                     |
| جاش لوکاس         | چارلی بیتس   |                     |
| مایکل سی هال      | جان دین      |                     |
| مارتون سوکاس      | پت گرای      |                     |
| تام سایزمور       | بیل سالیوان  |                     |
| جولیان موریس      | باب وودوارد  |                     |
| وندی مک‌لندن کاوی  | کارول چادی   |                     |
| آیک بارینهولتز    | آنجلو لانو   | مسئول تحقیق و بررسی |
| بروس گرینوود      | سندی اسمیت   | خبرنگار مجله تایم   |
| برایان دارسی جیمز | رابرت کانکل  | مامور ویژه اف‌بی‌آی   |
| نوآ وایل          | استن پاتینجر | -                   |
| کالم مینی         | -            |                     |
| ادی مارسن         | -            |                     |